# Савинов Эчан
С. Эчан (Са́винов Алекса́ндр Гера́симович) (6 декабря 1896, Алёнкино, Медведевский район, Марий Эл — 24 мая 1942, Осташковский район, Тверская область) — марийский советский писатель-драматург, переводчик, журналист, актёр Марийского передвижного театра.

## Биография
Родился в бедной крестьянской семье. До революции учился в Ноля-Вершинской церковно-приходской школе, но из-за бедности ушёл с 3 класса. Занимался самообразованием, в 1920 году окончил внешкольные курсы в Краснококшайске.
Затем стал артистом Марийского передвижного театра, где 3 года был актёром, помощником режиссёра, заведующим труппой. Также с перерывом работал сотрудником газет «Йошкар кече» и «Марий коммуна» вплоть до мобилизации на фронт в годы войны в 1942 году.
А. Савинов поддерживал социалистический курс развития сельского хозяйства: в родной деревне создал колхоз, в 1932—1936 годах был его председателем.
В начале 1942 года он ушёл на фронт. Погиб в бою на территории Осташковского района Тверской области 24 мая 1942 года, похоронен там же.

## Литературная деятельность
Литературой С. Эчан начал заниматься во время гражданской войны. Заметки и корреспонденции о деревенской жизни, о росте культуры народа печатались в газете «Йошкар кече» («Красное солнце»), позже в журнале «У илыш» («Новая жизнь»).
C. Эчан начал заниматься драматургией, когда стал работать в марийском театре. Его пьесы «Пий чон» («Собачья душа»), «Кок мераҥым ик покто» («Не гонись за двумя зайцами»), «Тыгат сае, тугат сае» («И так, и эдак хорошо») так и не были напечатаны. Пьеса «Тунемдымым судитлат» («Судят неграмотность») вышла отдельной книгой как приложение к газете «Йошкар кече».
Он является автором пьес «Окмак» («Дурень»), «Верештыч…» («Попался»), рассказов «Ачий кумыл» («Отцовское настроение»), «Шырпе» («Заноза»), «Росковий», «У кинде» («Новый хлеб») и др.
Его перу принадлежат переводы пьес А. Островского, Н. Гоголя, А. Чехова.
В своё время был поставлен спектакль по пьесе С. Эчана «Катюша» (Маргостеатр, 1940).
Член Союза писателей СССР.

## Основные произведения
Основные произведения:

### На марийском языке
- Тунемдымым судитлат: пьеса (Судят неграмотность: пьеса). Йошкар-Ола, 1926. 8 с.
- Ачий кумыл: ойлымаш // У илыш. 1926. № 1. С. 11—13.
- Верештыч…: онгарчык (Попался…: комедия) // У вий. 1929. № 9. С. 33—43.
- Окмак: ойлымаш (Дурень: комедия) // У вий. 1929. № 6. С. 16—27.
- Шырпе: ойлымаш (Заноза: рассказ) // У вий. 1933. № 9—10. С. 17—26.
- Ачий кумыл: ойлымаш // Мут орлаҥге. Йошкар-Ола, 1963. С. 113—119.
- Чурканыште: Ойлымаш // Ончыко. 1964. № 6. С. 83—87.